# Luis Francisco Ladaria Ferrer
Luis Francisco Ladaria Ferrer (Manacor, Baleares, 19 de abril de 1944) es un cardenal jesuita español. Desde el 1 de julio de 2017 al 31 de agosto de 2023 fue prefecto de la Congregación para la Doctrina de la Fe, y presidente de la Pontificia Comisión “Ecclesia Dei”, de la Comisión Teológica Internacional, y de la Pontificia Comisión Bíblica. El 28 de junio de 2018 el papa Francisco lo elevó a la dignidad cardenalicia.

## Biografía
Cursó Bachillerato en el Colegio Nuestra Señora de Montesión de Palma, en Mallorca. Estudió en la Universidad de Madrid, donde se licenció en Derecho en 1966. Entró en la Compañía de Jesús el 17 de octubre de 1966. Asistió a la Universidad Pontificia de Comillas, Madrid, y a la Facultad de Filosofía y Teología Sankt Georgen en Fráncfort del Meno, Alemania. 

### Sacerdote
Fue ordenado sacerdote el 29 de julio de 1973. 
En 1975 obtuvo el doctorado en teología en la Pontificia Universidad Gregoriana, con una tesis titulada El Espíritu Santo en San Hilario de Poitiers, y se convirtió en profesor de teología dogmática de la Universidad Pontificia de Comillas. En 1984, asumió el mismo cargo en la Universidad Pontificia Gregoriana de Roma, donde fue vicerrector entre 1986 y 1994. 
El papa Juan Pablo II le nombró miembro de la Comisión Teológica Internacional en 1992 y consultor de la Congregación para la Doctrina de la Fe en 1995. En marzo de 2004 fue nombrado Secretario General de la Comisión Teológica Internacional y condujo la evaluación de la Comisión sobre el concepto del Limbo a partir de 2006. La Comisión concluyó que hay caminos más apropiados para afrontar la cuestión del destino de los niños muertos antes del bautismo y que, para estos niños, no puede excluirse la esperanza de la salvación.

### Episcopado
El 9 de julio de 2008 es nombrado por el papa Benedicto XVI Secretario de la Congregación para la Doctrina de la Fe y Obispo de la Sede titular de Thibica con dignidad arzobispal. 
Recibió la consagración episcopal de manos del Cardenal Tarcisio Bertone el 26 de julio del mismo año en la Basílica de San Pedro.
El 13 de noviembre de 2008 fue nombrado consultor de la Congregación para los Obispos. El 31 de enero de 2009 consultor del Consejo Pontificio para la Unidad de los Cristianos. El 22 de abril de 2009 es sucedido por Charles Morerod, OP, como Secretario General de la Comisión Teológica Internacional. Fue designado consultor del Pontificio Consejo para la Pastoral de la Salud el 5 de enero de 2011.
Ladaria es considerado teológicamente conservador, y se adhiere a un retorno a las fuentes anteriores, las tradiciones y símbolos de la Iglesia. También tiene una predilección por la patrología y la cristología. Aunque el teólogo José María Iraburu le acusó en un artículo de que su definición sobre el pecado original está muy alejada de la ortodoxia católica. Es un miembro del equipo de la Santa Sede encargado del diálogo con la Hermandad Sacerdotal San Pío X, que comenzó el 26 de octubre de 2009.
El 19 de mayo de 2014 fue investido Doctor Honoris Causa por la Universidad Pontificia de Salamanca.
El 2 de octubre de 2014 fue investido "Doctor Honoris Causa" por la Universidad Pontificia Comillas de Madrid, al tiempo que se presentó su libro homenaje titulado La unción de la gloria: en el Espíritu, por Cristo, al Padre.
El 1 de julio de 2017 fue nombrado por el Papa Francisco prefecto de la Congregación para la Doctrina de la Fe y presidente de la Pontificia Comisión “Ecclesia Dei”, de la Comisión Teológica Internacional y de la Pontificia Comisión Bíblica en sustitución del cardenal alemán Gerhard Müller crítico a algunas de las reformas emprendidas por el papa, entre ellas con la metodología empleada en el Sínodo de la Familia convocado por el pontífice.

### Cardenalato
Tras anunciarlo públicamente el 20 de mayo de 2018, el papa Francisco le impuso la birreta cardenalicia el 28 de junio del mismo año, otorgándole el título diaconal de San Ignacio de Loyola en el Campo de Marte.
El 15 de enero de 2019 fue nombrado miembro del Pontificio Consejo para la Promoción de la Unidad de los Cristianos ad quinquennium.
El 25 de marzo de 2019 fue nombrado miembro de la Congregación para la Educación Católica ad quinquennium.
El 15 de mayo de 2019 fue nombrado miembro de la Congregación para las Iglesias Orientales ad quinquennium  y el 28 de mayo de 2019, miembro de la Congregación para los Institutos de Vida Consagrada y las Sociedades de Vida Apostólica ad quinquennium.
El 27 de agosto de 2019 fue nombrado miembro del Pontificio Consejo de la Cultura ad quinquennium.
El 26 de mayo de 2020 fue nombrado miembro del Pontificio Consejo para los Textos Legislativos durante munere.
El 22 de noviembre de 2022 fue nombrado miembro del Dicasterio para la Cultura y la Educación usque ad octogesimum annum aetatis.

## Obras
- Ad tuendam fidem: consideraciones teológicas. Ediciones Universidad San Dámaso. 2009. ISBN 978-84-96318-74-8.
- Antropología teológica. Universidad Pontificia Comillas. 1983. ISBN 978-84-85281-44-2.[12]
- Diccionario de San Hilario de Poitiers. Monte Carmelo. 2006. ISBN 978-84-7239-537-4.[13]
- El Dios vivo y verdadero: el misterio de la Trinidad. Secretariado Trinitario. 1998. ISBN 978-84-88643-40-7.[14]
- La esperanza de salvación para los niños que mueren sin bautismo. Biblioteca Autores Cristianos. 2007. ISBN 978-84-7914-909-3.
- El Espíritu en Clemente Alejandrino: estudio teológico-antropológico. Universidad Pontificia Comillas. 1980. ISBN 978-84-85281-24-4.
- El Espíritu Santo en San Hilario de Poitiers. Apostolado de la Prensa. 1977. ISBN 978-84-213-0151-7.
- El hombre en la creación. Biblioteca Autores Cristianos. 2012. ISBN 978-84-220-1581-9.
- El hombre en la creación. Biblioteca Autores Cristianos. 2013. ISBN 978-84-220-1379-2.
- Introducción a la antropología teológica. Editorial Verbo Divino. 2010. ISBN 978-84-7151-930-6.[15]
- Jesucristo, salvación de todos. San Pablo, Editorial. 2007. ISBN 978-84-285-3130-6.[16]
- Jesucristo, salvación de todos. Universidad Pontificia Comillas. 2007. ISBN 978-84-8468-207-3.
- Jesús y el Espíritu: la unción. Monte Carmelo. 2013. ISBN 978-84-8353-550-9.
- Teología del pecado original y de la gracia: antropología teológica especial. Biblioteca Autores Cristianos. 2012. ISBN 978-84-7914-582-8.[17]
- Teología del pecado original y de la gracia. Biblioteca Autores Cristianos. 1996. ISBN 978-84-7914-106-6.
- La Trinidad, misterio de comunión. Secretariado Trinitario. 2002. ISBN 978-84-88643-79-7.[18]
- Hilario de Poitiers (2010).  Luis F. Ladaria, ed. Comentario al evangelio de San Mateo. Biblioteca Autores Cristianos. ISBN 978-84-220-1487-4.
- Aroztegi Esnaola, Manuel, ed. (2014). La unción de la Gloria: en el Espíritu, por Cristo, al Padre: homenaje a Mons. Luis F. Ladaria. Biblioteca Autores Cristianos. ISBN 978-84-220-1723-3.